# Peter Diamond
Peter Arthur Diamond (ur. 29 kwietnia 1940 w Nowym Jorku) – amerykański ekonomista, profesor ekonomii na MIT znany za jego analizę polityki U.S. Social Security i jego pracę jako doradcy Advisory Council on Social Security w późnych latach 80. i 90. XX wieku. Został laureatem Nagrody Nobla w dziedzinie ekonomii za rok 2010, wspólnie z Dale Mortensenem oraz Christopherem Pissaridesem.
Jest również laureatem Nagrody Nemmersa, którą otrzymał w 1994 roku.